# Ponte della Libertà
Die Ponte della Libertà ‚Brücke der Freiheit‘ ist eine Straßenbrücke in Venedig, die über die Lagune von Venedig führt und die Innenstadt von Venedig und die auf dem Festland gelegenen Stadtteile Mestre und Marghera. miteinander verbindet. Da sie parallel zur Eisenbahnbrücke Venedig errichtet wurde, wird die Straßenbrücke auch als Ponte Nuovo ‚neue Brücke‘ bezeichnet.

## Geschichte

Ponte della Libertà, von der Lagune aus gesehen

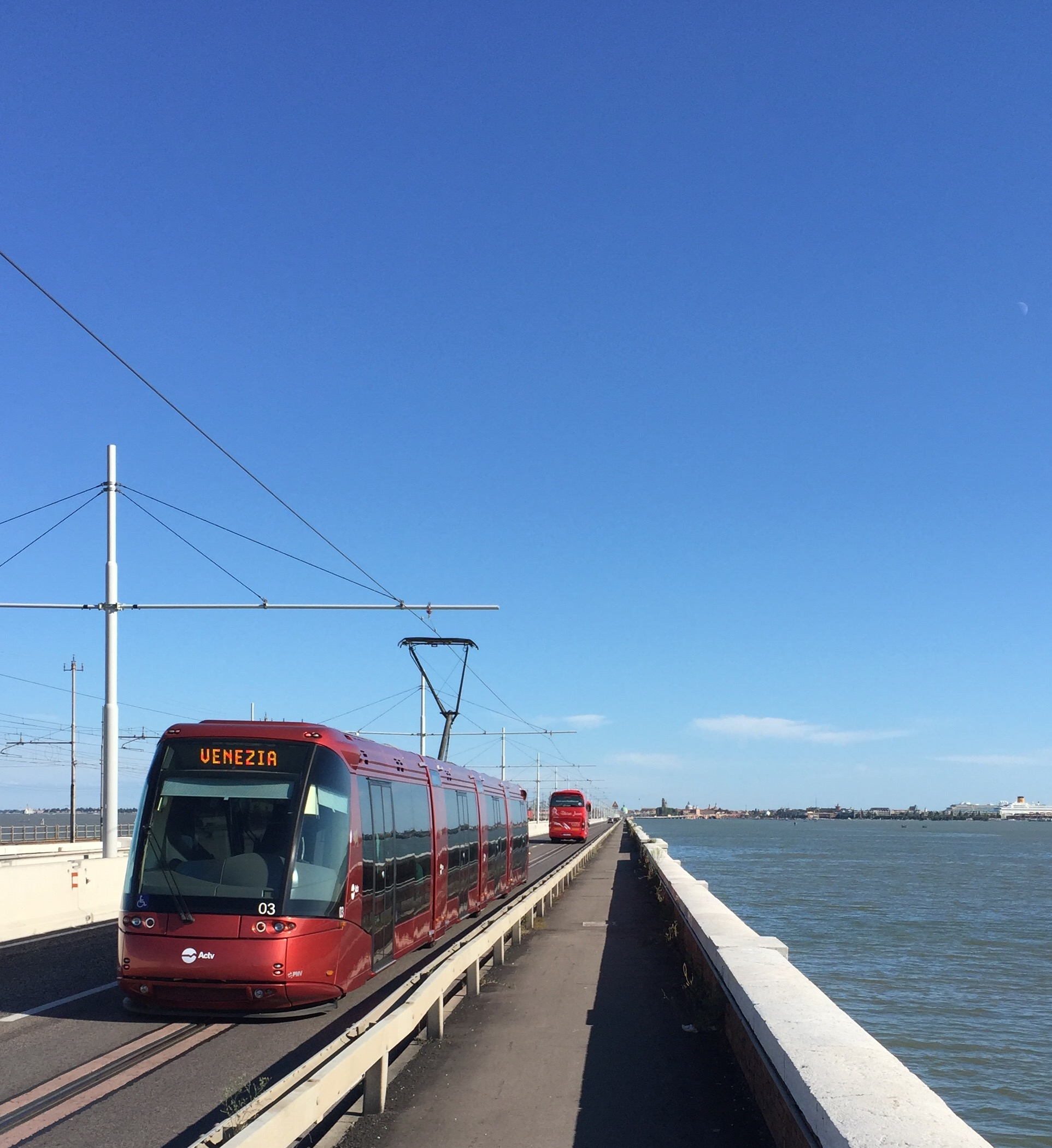
Translohr auf der Ponte della Libertà

Die Brücke wurde 1931 von dem Architekten Eugenio Miozzi entworfen und am 25. April 1933 von Benito Mussolini unter dem Namen Ponte Littorio (Liktorenbrücke) dem Verkehr übergeben. Sie ist 3850 m lang, 22 m breit und die einzige Zufahrtsstraße nach Venedig. Sie wurde fast auf ganzer Länge neben der älteren Eisenbahnbrücke trassiert. Nach dem Zweiten Weltkrieg wurde die Brücke  in Erinnerung an die Befreiung vom Faschismus in Ponte della Libertà ‚Brücke der Freiheit‘ umbenannt.
Seit 2010 wird die Brücke auch von der Linie T1 der Translohr Venedig, einer gummibereiften und spurgeführten Straßenbahn, benutzt.